# Patibulum

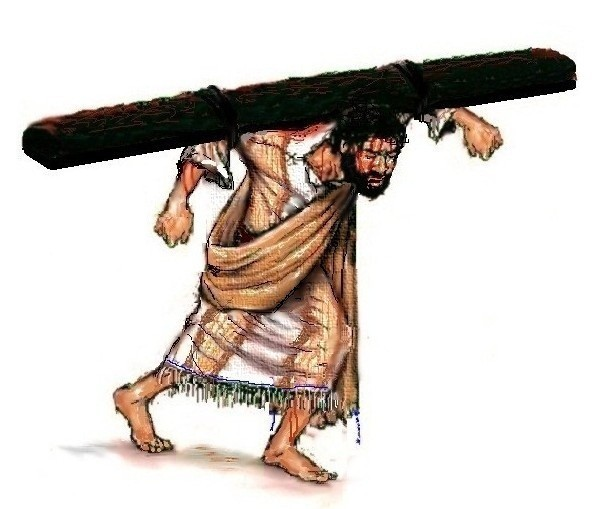
Homme portant un patibulum

Le patibulum est la partie transversale de la croix destinée au crucifiement. Il pouvait être attaché deux ou trois pieds en dessous de l’extrémité supérieure du poteau planté verticalement mais la forme la plus commune utilisée par les romains était la crux commissa, croix de Tau, formée comme notre T. Le patibulum était dans ce cas placé dans une entaille en haut du poteau.

## Étymologie
Patibulum est un mot latin qui dérive du terme patulus signifiant « ouvert, large étendu, qui s'étale », venant lui-même de patere pour « être ouvert », « être exposé ». Le mot a plusieurs acceptions en latin classique et servait notamment à désigner une fourche sur laquelle on étendait un esclave pour le battre de verges.

## La croix de la Crucifixion

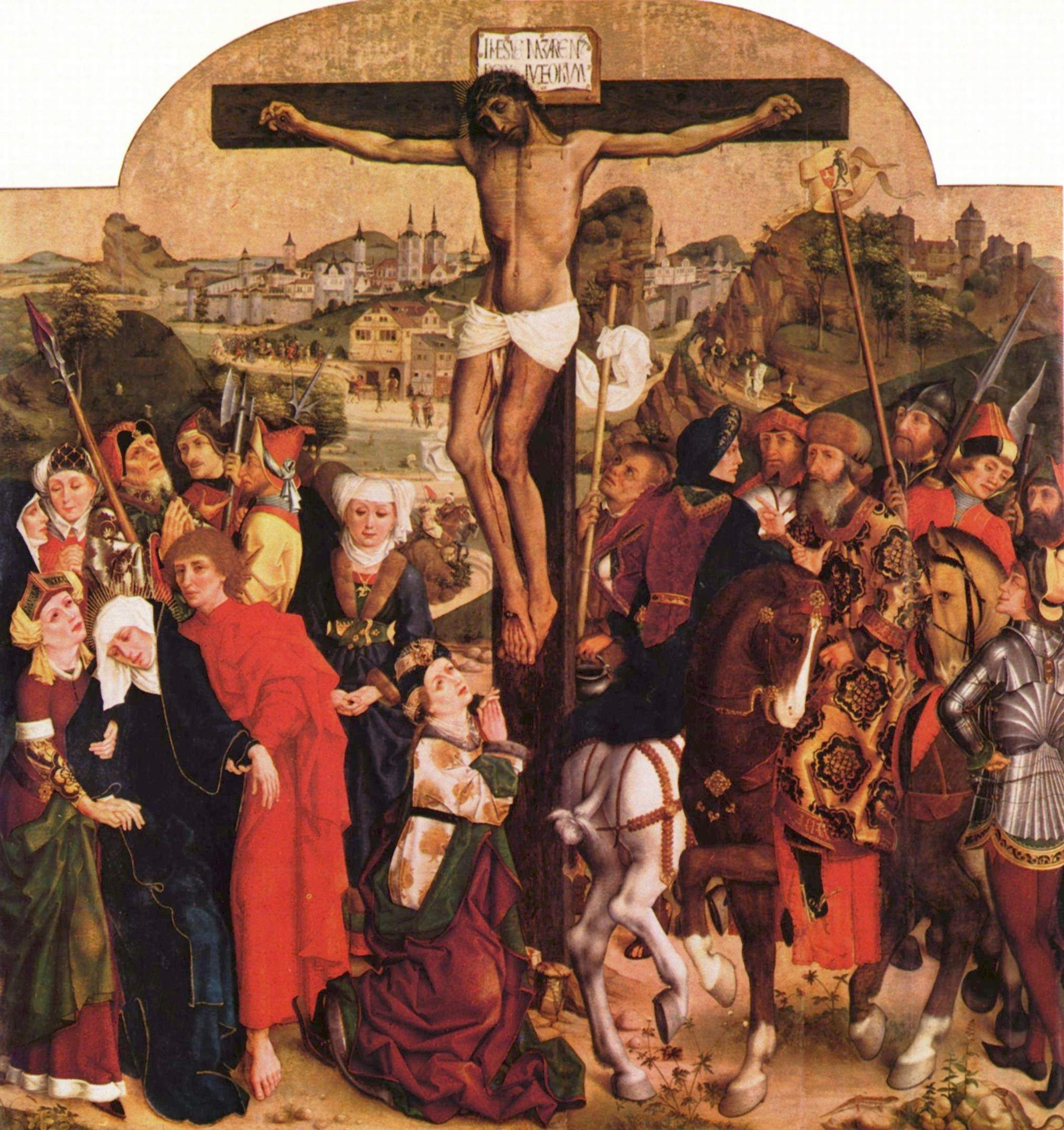
Tableau d'Hans Pleydenwurff (1470) représentant la croix en forme de T avec le titulus lui donnant l'aspect d'une croix latine.

« Alexamenos adore son dieu », fac-similé du graffiti d'Alexamenos trouvé au mont Palatin, première représentation connue de « croix chrétienne »,

Suivant la tradition chrétienne, Jésus de Nazareth a subi le supplice du crucifiement sur le mont Golgotha, dans un épisode appelé la « Crucifixion ». De nombreux morceaux de bois, présentés comme des parties de sa croix, appelée aussi « Vraie Croix », sont devenus plus tard des reliques particulièrement convoitées.
Malgré les représentations traditionnelles du crucifiement originellement sur une croix latine, croix grecque ou en forme de T (l'Épître de Barnabé 9:8 évoque le tau mais de manière symbolique), aucun évangile ne mentionne la forme de la croix sur laquelle Jésus a été crucifié.
S'inspirant de la tradition et des écrits patristiques, les peintres du Moyen Âge et de la Renaissance ont représenté le Christ portant la croix latine et entière.
En réalité, le poteau vertical, appelé stipes, était généralement fixé de manière permanente dans la terre à l'emplacement de l'exécution. Le condamné était forcé de porter le patibulum de la prison jusqu'au lieu d'exécution. Les condamnés le portaient en travers des épaules, les avant-bras attachés au bois par des cordes. Il pesait de 37 à 75 kilos selon les dimensions et le bois utilisé, fardeau écrasant pour un homme. Jésus a donc vraisemblablement été chargé du patibulum et non de la croix entière lors la montée du Golgotha.
Les récits de la crucifixion, dans le Nouveau Testament, emploient le mot stauros (en) (σταυρός), simple poteau vertical planté dans le sol. Toutefois, si ce stauros désigne originellement un pieu ou un poteau, il peut se référer à  une construction plus complexe, comme une croix.  
Les multiples représentations utilisant la forme latine de la croix peuvent s'expliquer à partir du petit écriteau (titulus) qui énonçait le crime de la victime. Ce support cloué au-dessus de la croix lui aurait donné la forme caractéristique de la croix latine.